# Santa Eulalia (Hospitalet de Llobregat)
Santa Eulalia (en catalán y oficialmente Santa Eulàlia) es un barrio de Hospitalet de Llobregat, en el área metropolitana de Barcelona. Está clasificado territorialmente dentro del Distrito III, juntamente con el barrio de Granvia Sud.
Limita al este con el barrio barcelonés de La Bordeta, con el que comparte la calle de la Riera Blanca; al norte, con La Torrassa; al oeste, con Sant Josep y El Centro, al sur, con El Gornal y Granvia Sud.
Santa Eulalia es el barrio más poblado de la ciudad. Desde los años 1990 experimenta una gran transformación urbanística con la construcción de equipamientos que aprovechan terrenos antes dedicados a la actividad industrial. La calle de Santa Eulalia y la avenida del Carrilet son los centros neurálgicos y de comunicación. 

## Historia
Existe una iglesia románica del siglo XII, Santa Eulalia de Provenzana, restaurada en el siglo XVIII, alrededor de la cual se sitúan los orígenes de la ciudad. Está situada en el extremo oeste del barrio.
El crecimiento del barrio de Santa Eulàlia fue el resultado de la rápida implantación de industrias desde el final del siglo XIX. Por su cercanía a Barcelona, estaba partida en tres líneas de ferrocarril (Barcelona-Martorell desde 1955, la de Vilanova desde 1881 y la que conducía a Igualada desde 1912). La fragmentación urbana con tantas líneas obligó al Ayuntamiento del Hospitalet, en el año 1935, a construir un puente. Era una zona industrial, sobre todo textil, con empresas como las de Can Trinxet, la Tèxtil Pareto, Godó i Trias etc., y, desde finales de los años 1960, la fábrica de la óptica Cottet.
La fábrica Trinxet, construida en 1907 por el arquitecto Joan Alsina i Arús, fue propiedad de Avelino Trinxet Casas, propietario también de la Casa Trinxet (Barcelona, 1904) obra de Josep Puig i Cadafalch y con frescos de Joaquín Mir Trinxet. Actualmente el espacio de la fábrica ha sido recuperado para otros servicios residenciales y de equipamientos, manteniéndose una parte de la construcción modernista.

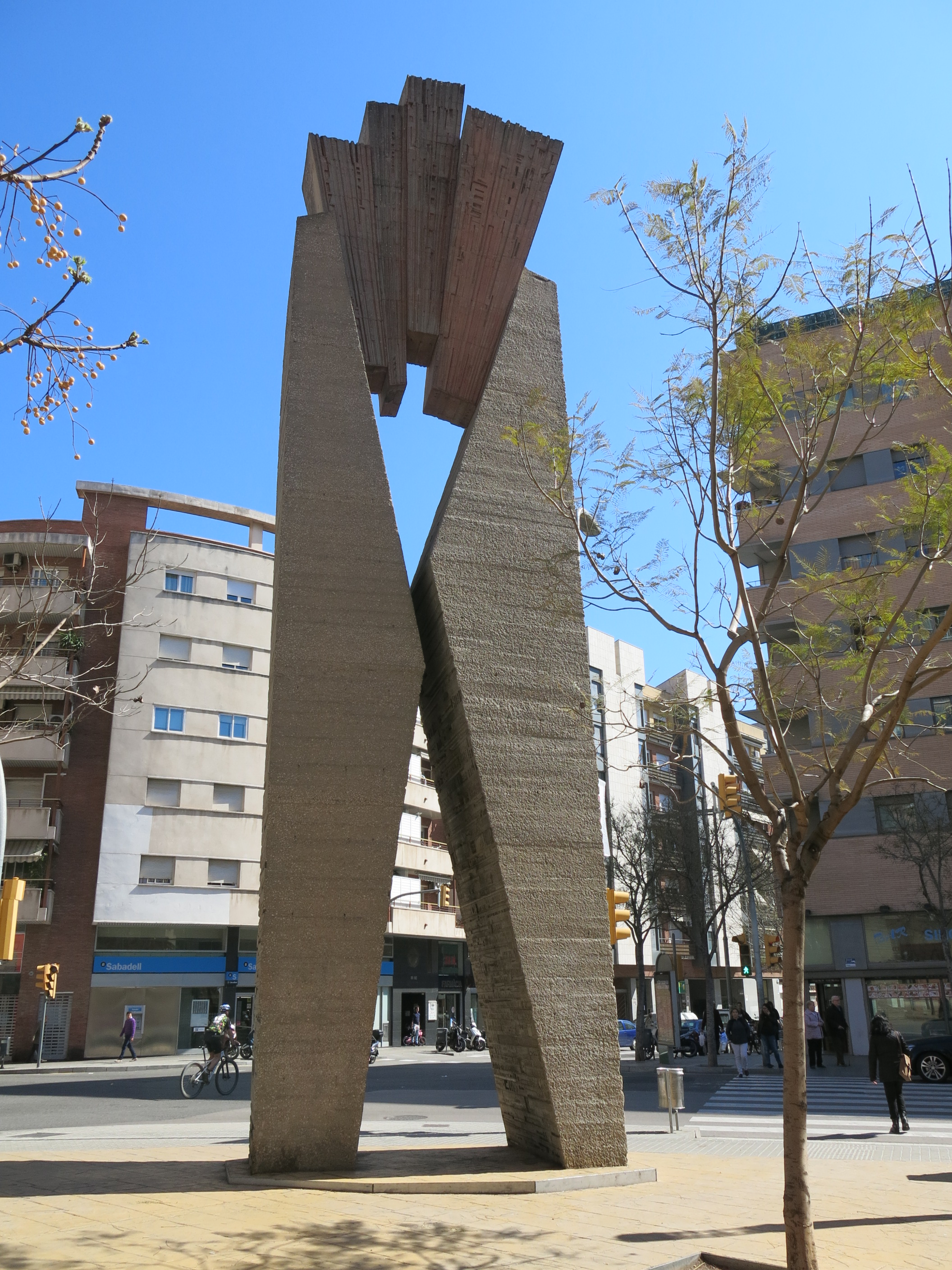
La Cruz de Santa Eulalia, conocida como «la Pinza».

El barrio cuenta con una escultura de Josep Maria Subirachs, conocida popularmente como «la Pinza», debido a su forma, que da la bienvenida a la ciudad cuando se accede desde la calle de Santa Eulalia. La escultura representa la cruz del martirio de santa Eulalia de Barcelona.

## Transporte público
Cuenta con las estaciones de metro de Santa Eulàlia de la línea 1, Europa | Fira de la línea 9, Estación de Can Tries de las líneas 9 y 10, Provençana de la línea 10 y Estación de Ciutat de la Justicia de la línea 10. También tiene las paradas de FGC de Ildefons Cerdà y Europa | Fira, y con diversas paradas de la red de autobuses urbanos e interurbanos.

## Patrimonio
El Bibliomercat Santa Eulàlia está situado en el mercado municipal homónimo, en el centro neurálgico del barrio de Santa Eulàlia. Nace para ser un punto de extensión bibliotecaria en la zona, y está bajo la supervisión de la biblioteca central Tecla Sala. El Bibliomercat comprende dos locales y está situado en la parte exterior, compartiendo el espacio con otros puestos del mercado.
El mercado de Santa Eulàlia se construyó entre 1929 y 1930, y fue reformado en 1990, 1998 y 2004. Esta última modificación respetó su estructura de cruz griega, pero transformó totalmente el aspecto, actualizando y modernizando las instalaciones.

## Colegios e institutos

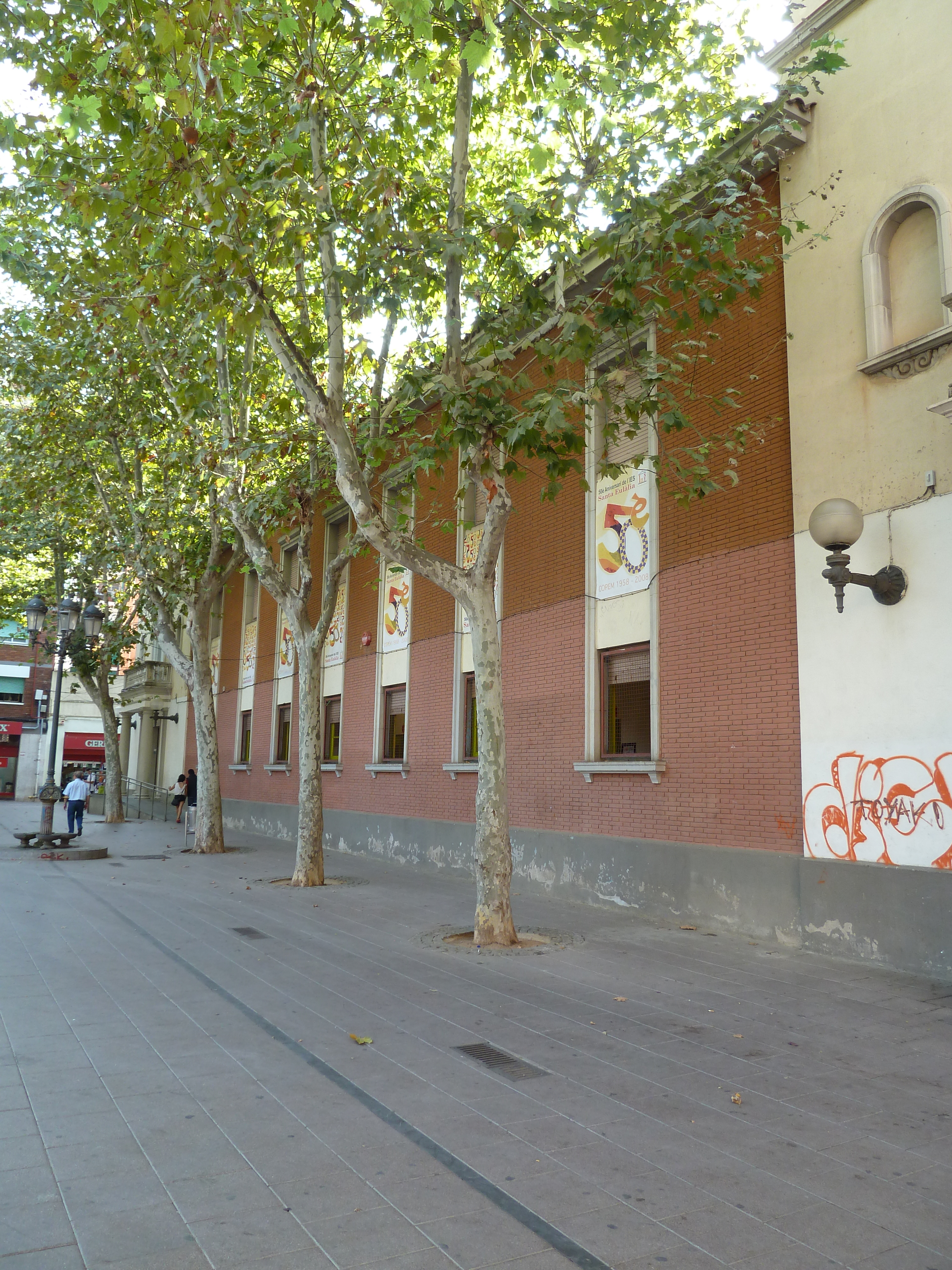
IES Santa Eulàlia, con más de 50 años de antigüedad.

- Educación primaria: CEIP Milagros Consarnau, CEIP Bernat Desclot, Provençana, CEIP Prat de la Manta y CEIP Pompeu Fabra, CEIP Paco Candel
- Educación secundaria: IES Santa Eulàlia, IES Bisbe Berenguer y IES Llobregat
- Colegios concertados: CEIP Casal dels Àngels
- Colegios privados: Azorín

## Personas destacadas
- Ferran Adrià, cocinero español considerado durante varios años como el mejor chef del mundo.
- José Corbacho, actor y director de cine y televisión, su primera película, "Tapas", la rodó en las calles de ese barrio de Hospitalet, dónde nació y se crio.
- Paula Vázquez, actriz y presentadora de televisión, se mudó a Santa Eulália a los 13 años. Estudió primero en el Colegio Prat de la Manta y después en el Instituto Santa Eulàlia.
- Antonio Soldevilla, futbolista del R. C. D. Espanyol en primera división y del C.E. L'Hospitalet en categorías inferiores, primer jugador de fútbol español en jugar en la liga rusa.
- Núria Espert, actriz, que vivió en la calle Buenos Aires.
- Sergio González Soriano, exfutbolista y exentrenador del Espanyol.

## Galería de imágenes del barrio

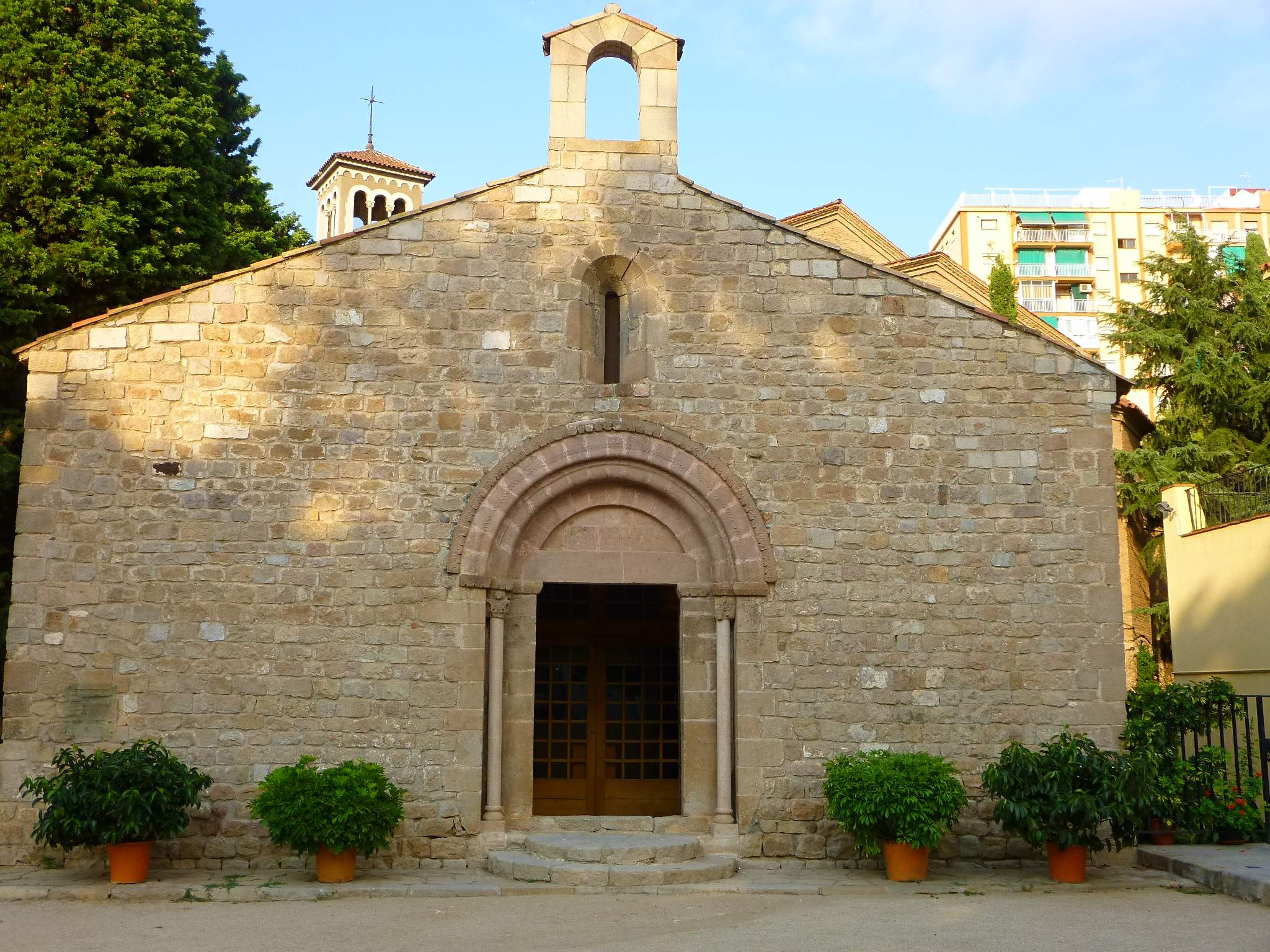
Iglesia antigua de Santa Eulàlia de Provençana.
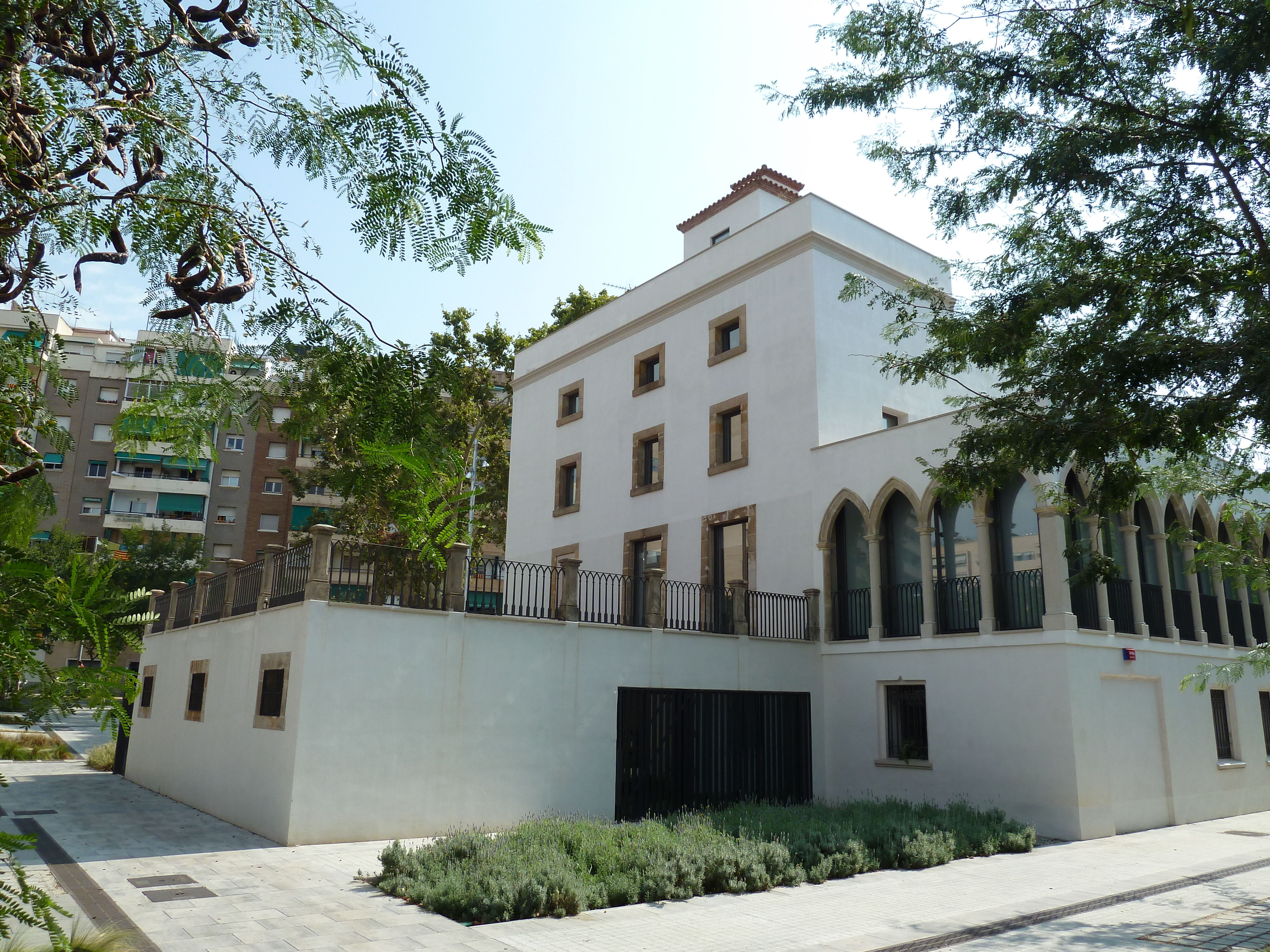
Masia de Can Colom.
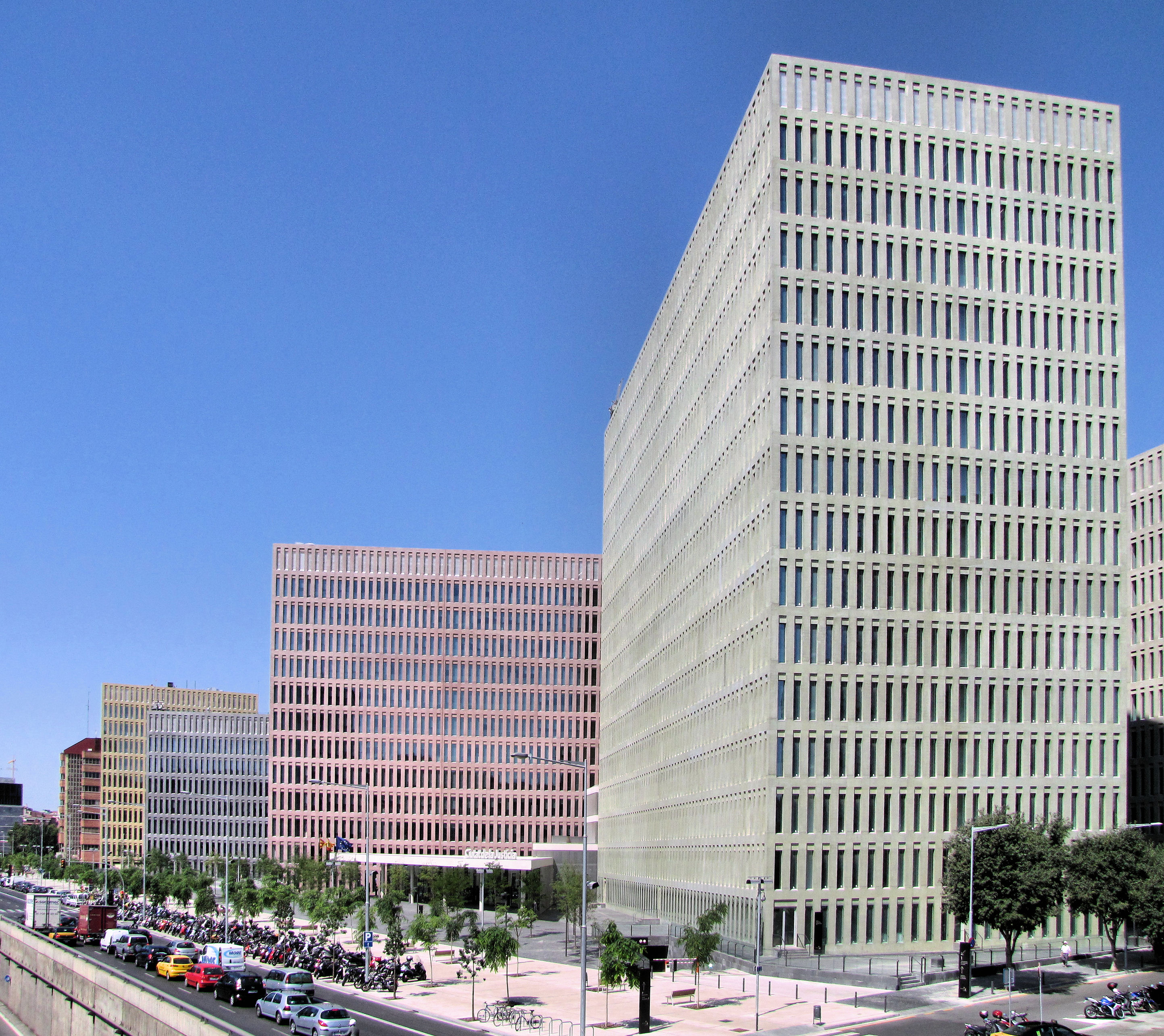
Ciudad de la Justícia.
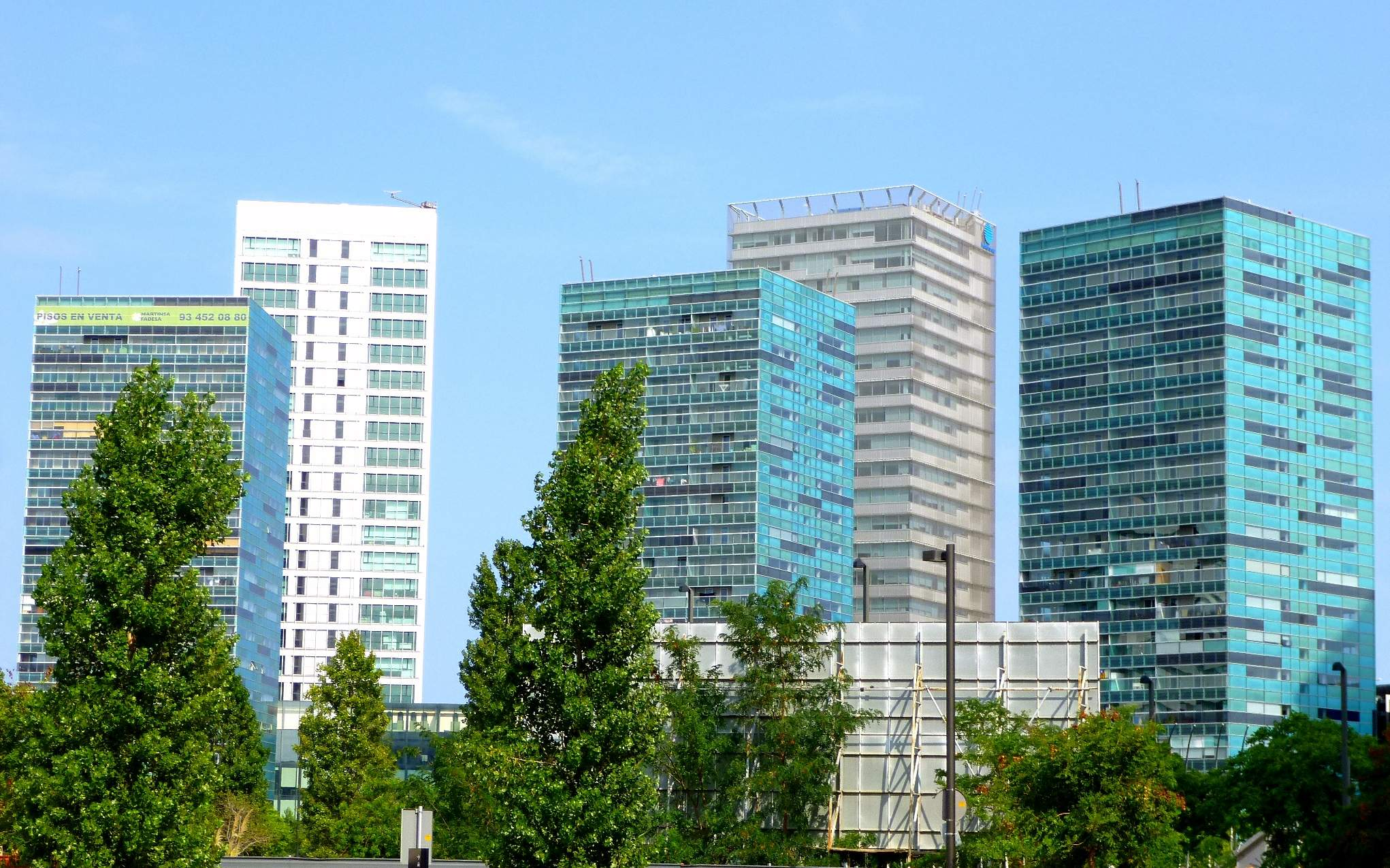
Rascacielos en la Plaza de Europa.
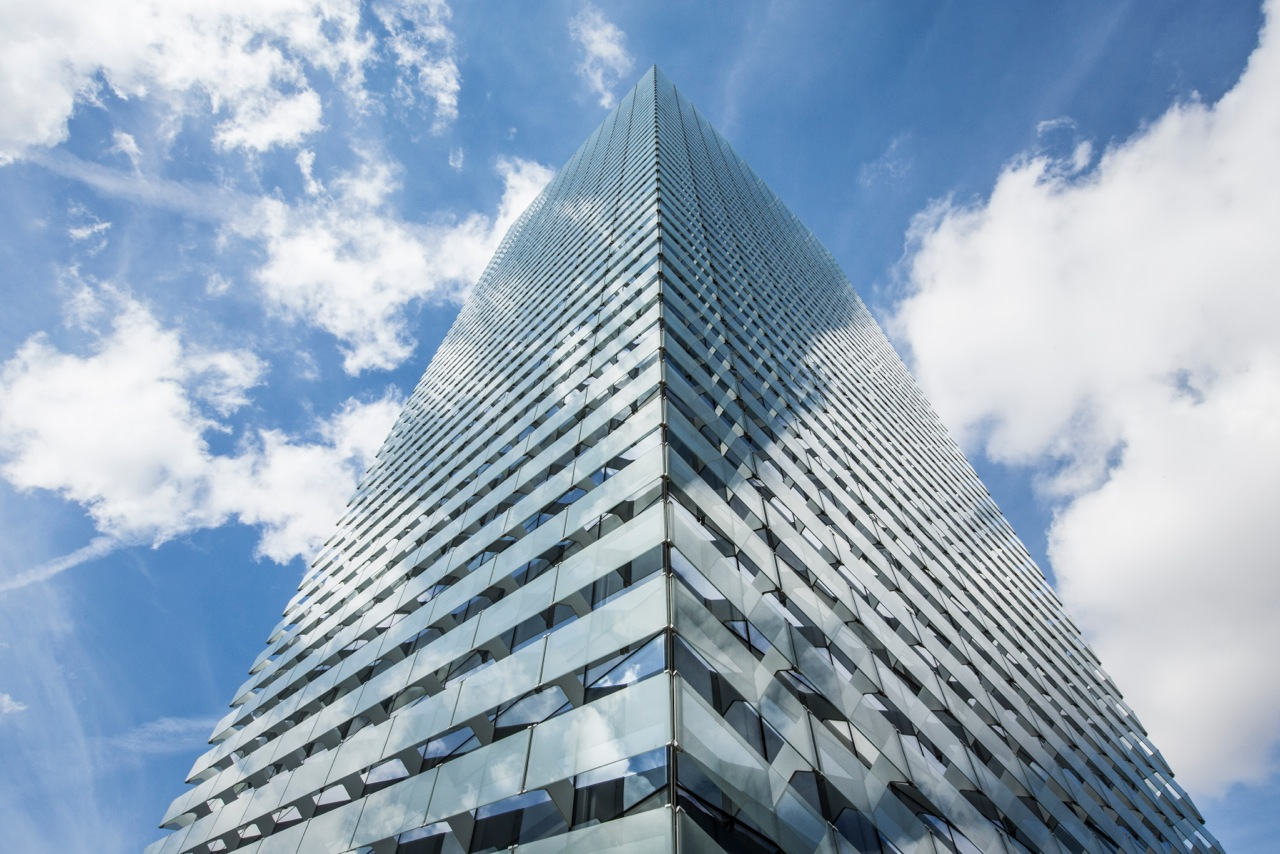
Torre Puig.
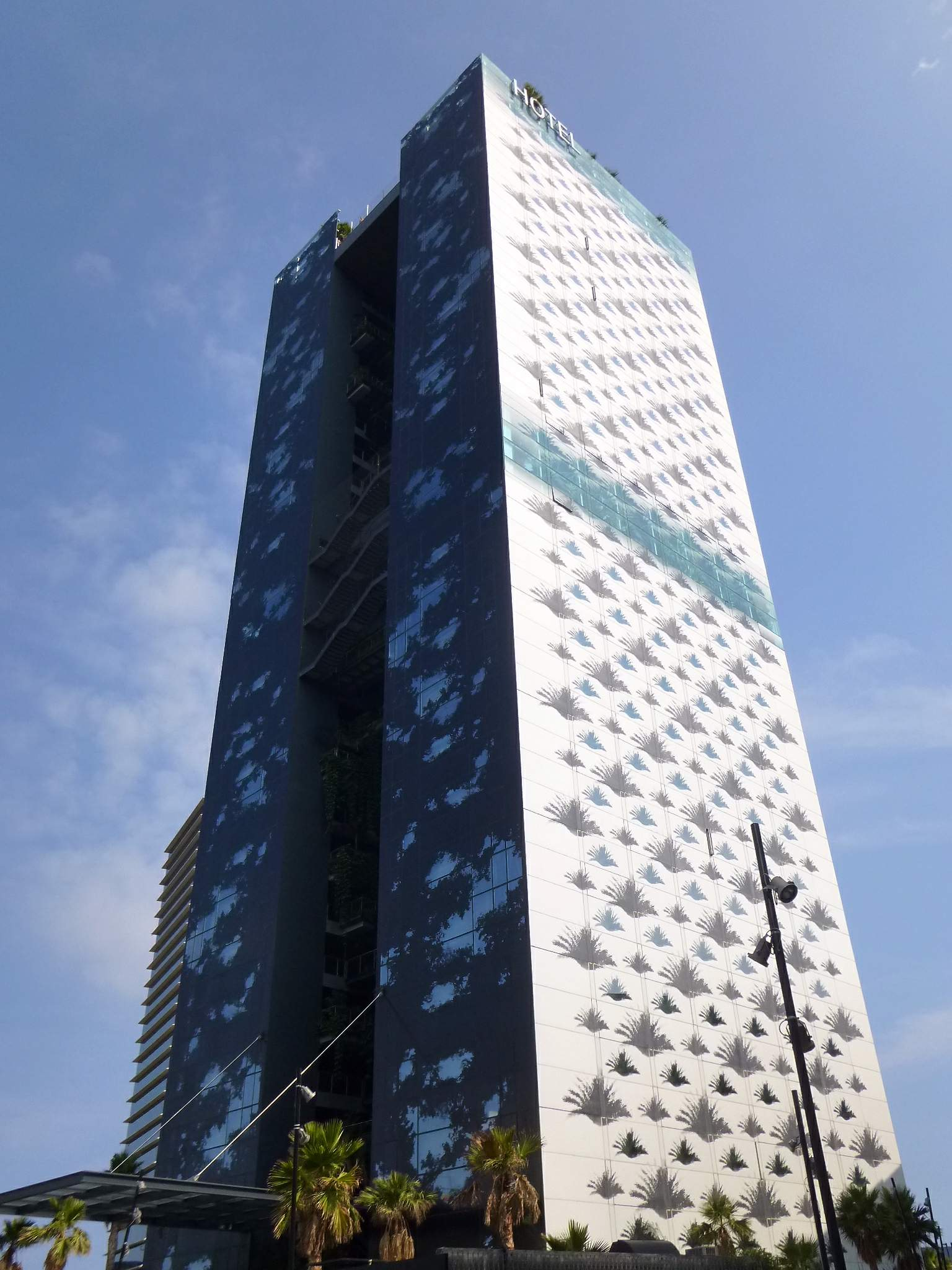
Hotel Renaissance Barcelona Fira.
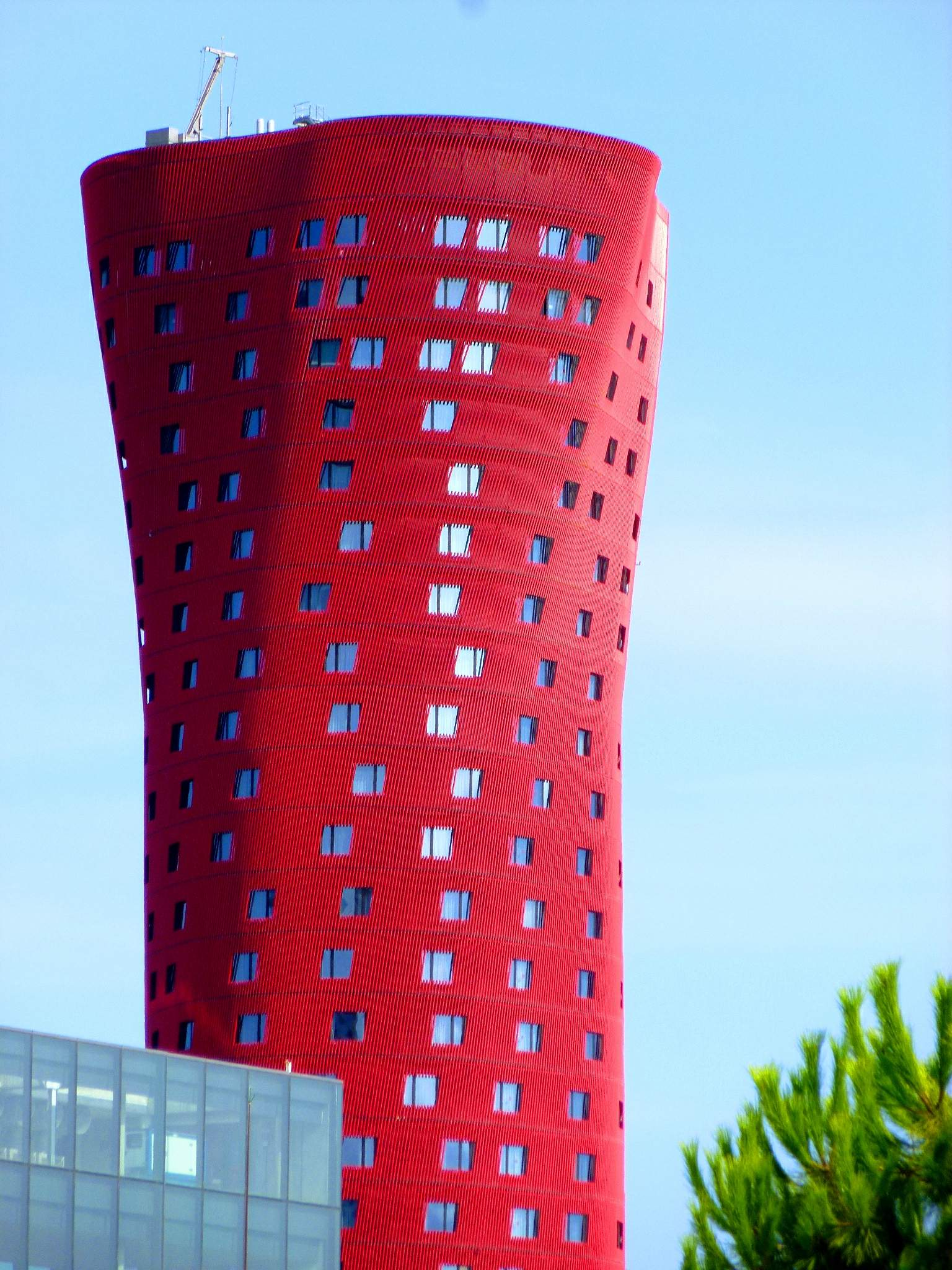
Hotel Porta Fira.
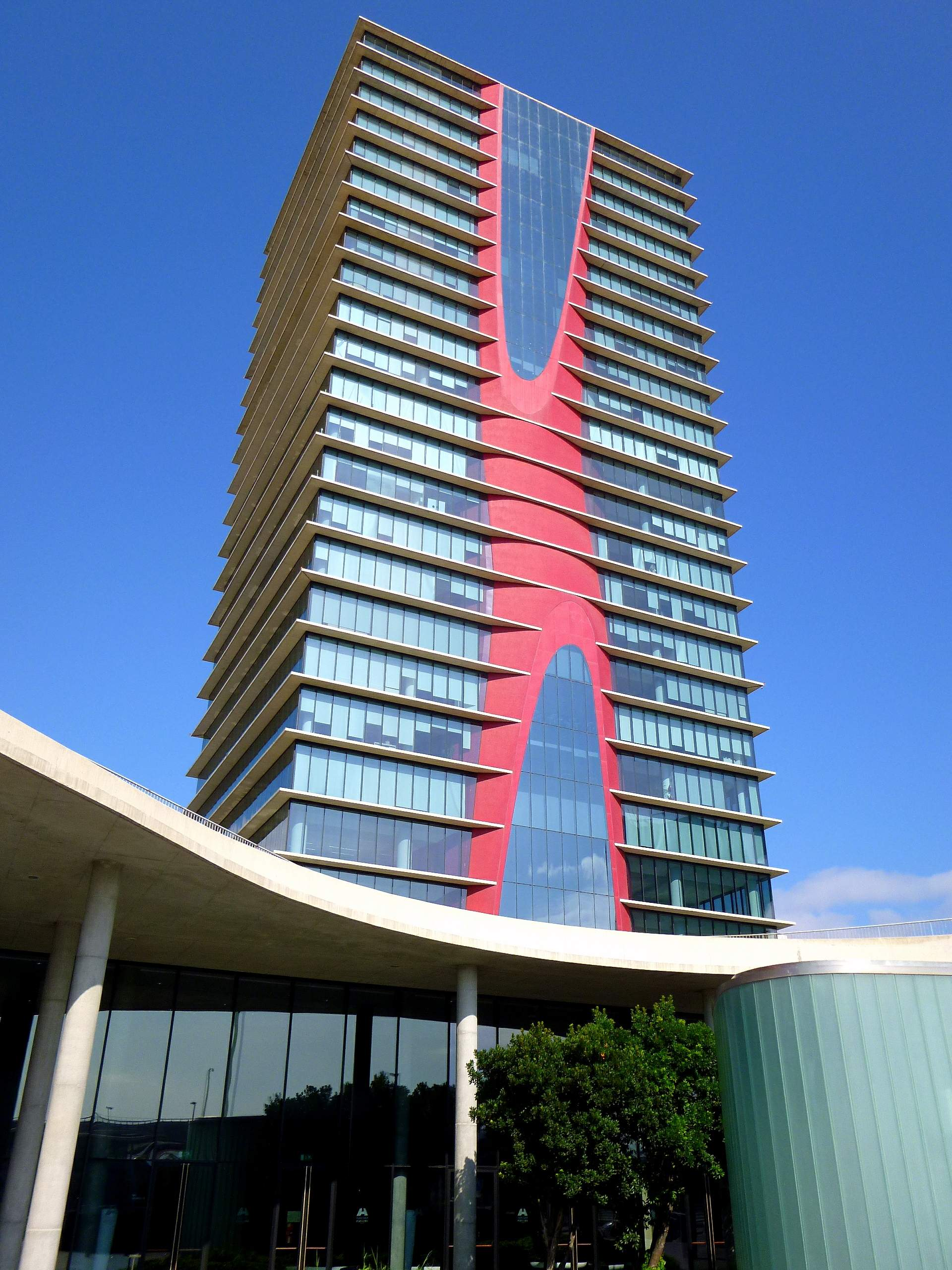
Torre Realia BCN.
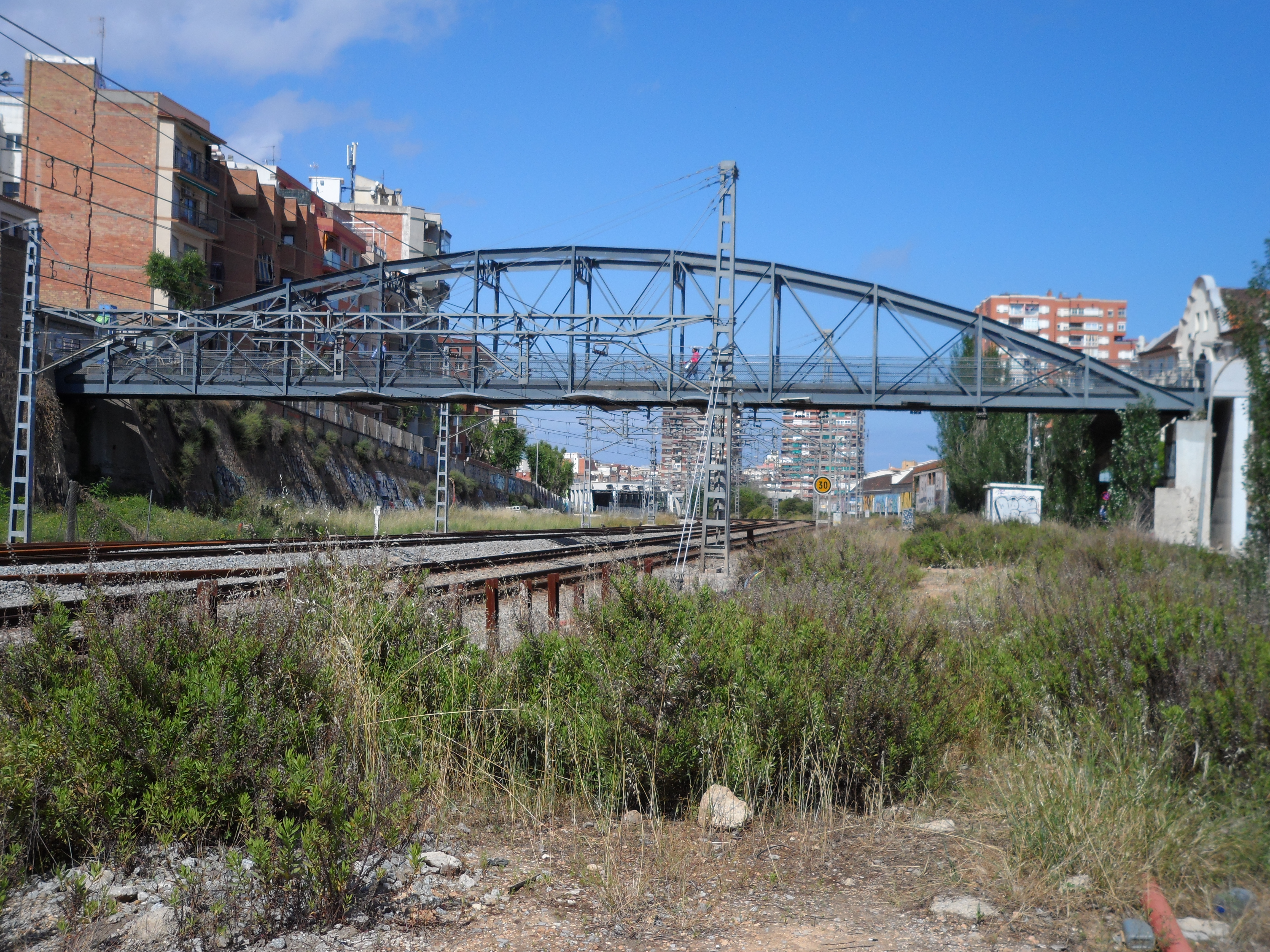
Pont d'en Jordà.
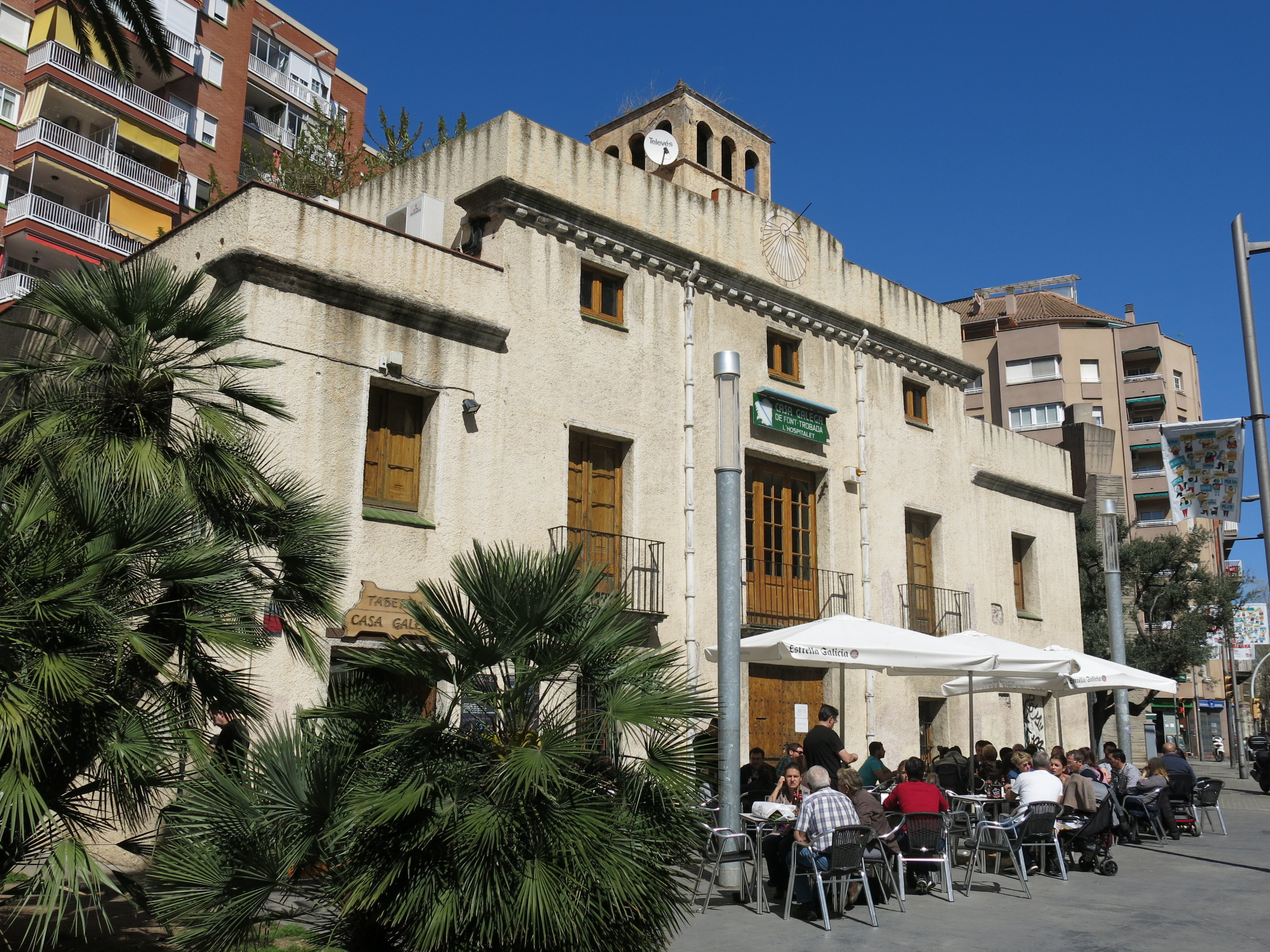
L'Escorça.
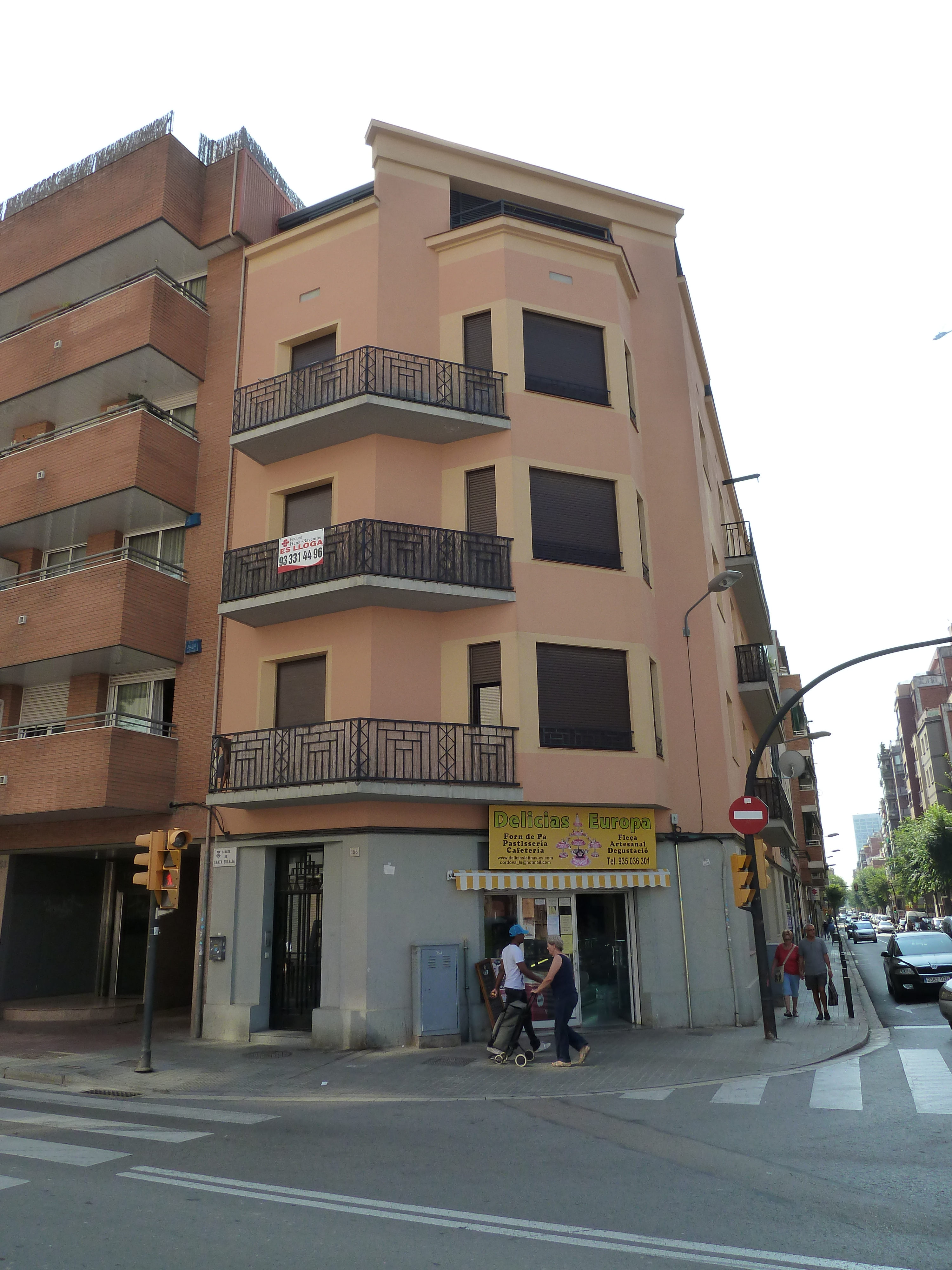
Vivienda de estilo racionalista en la calle de Santa Eulalia, 155.
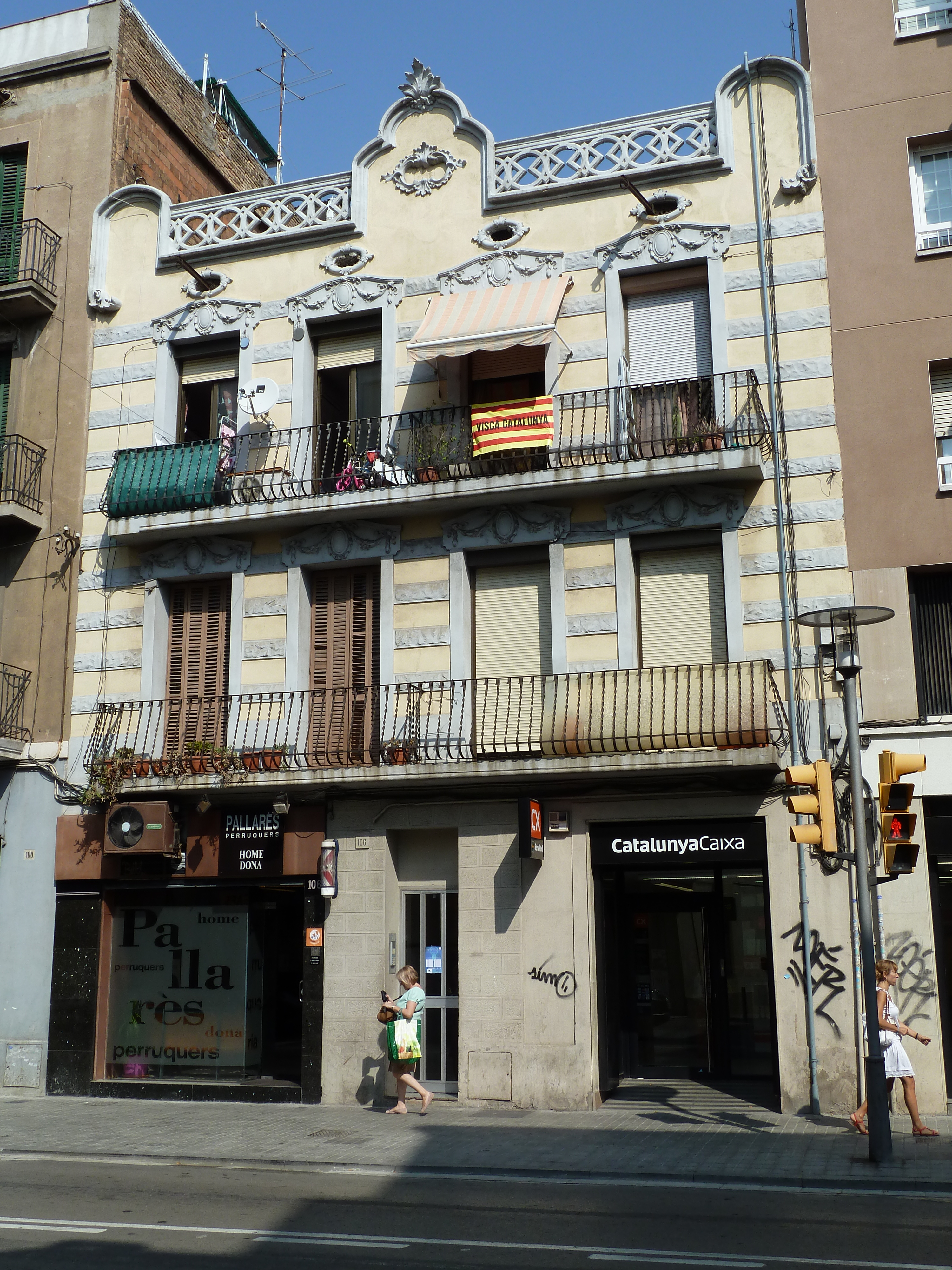
Vivienda de estilo novecentista en la calle de Santa Eulalia, 106.
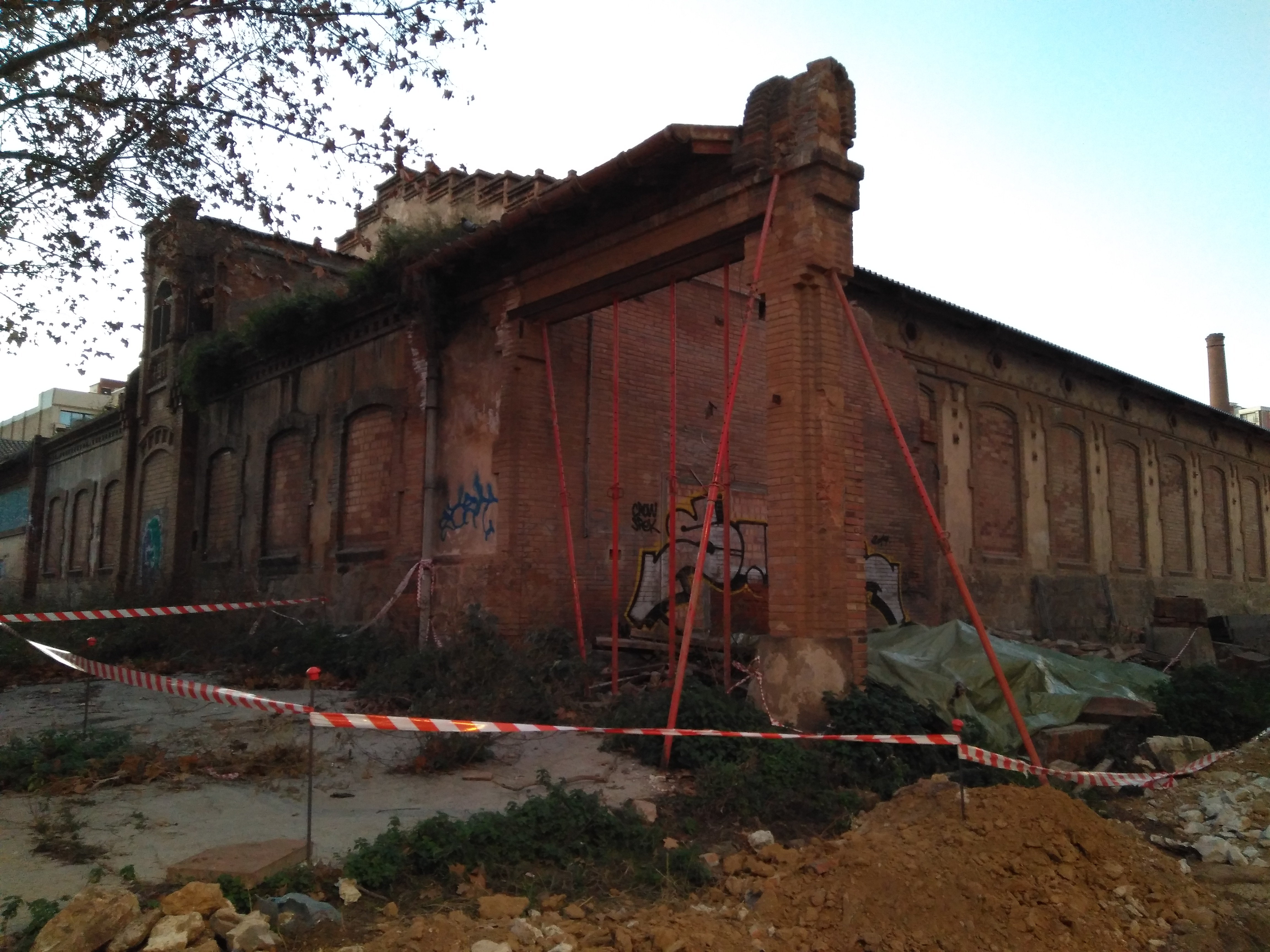
Can Trinxet.
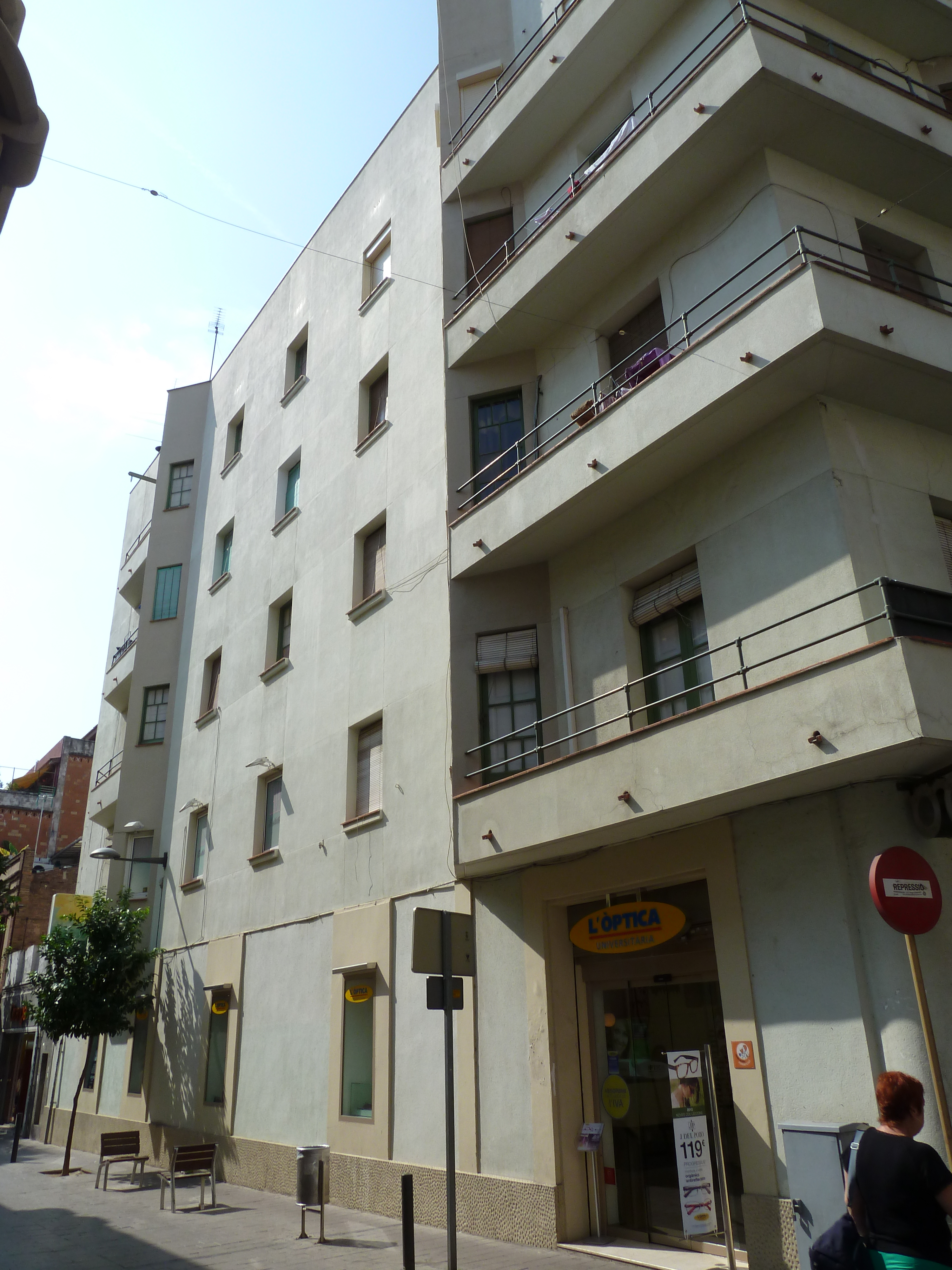
Casa Bellmunt.
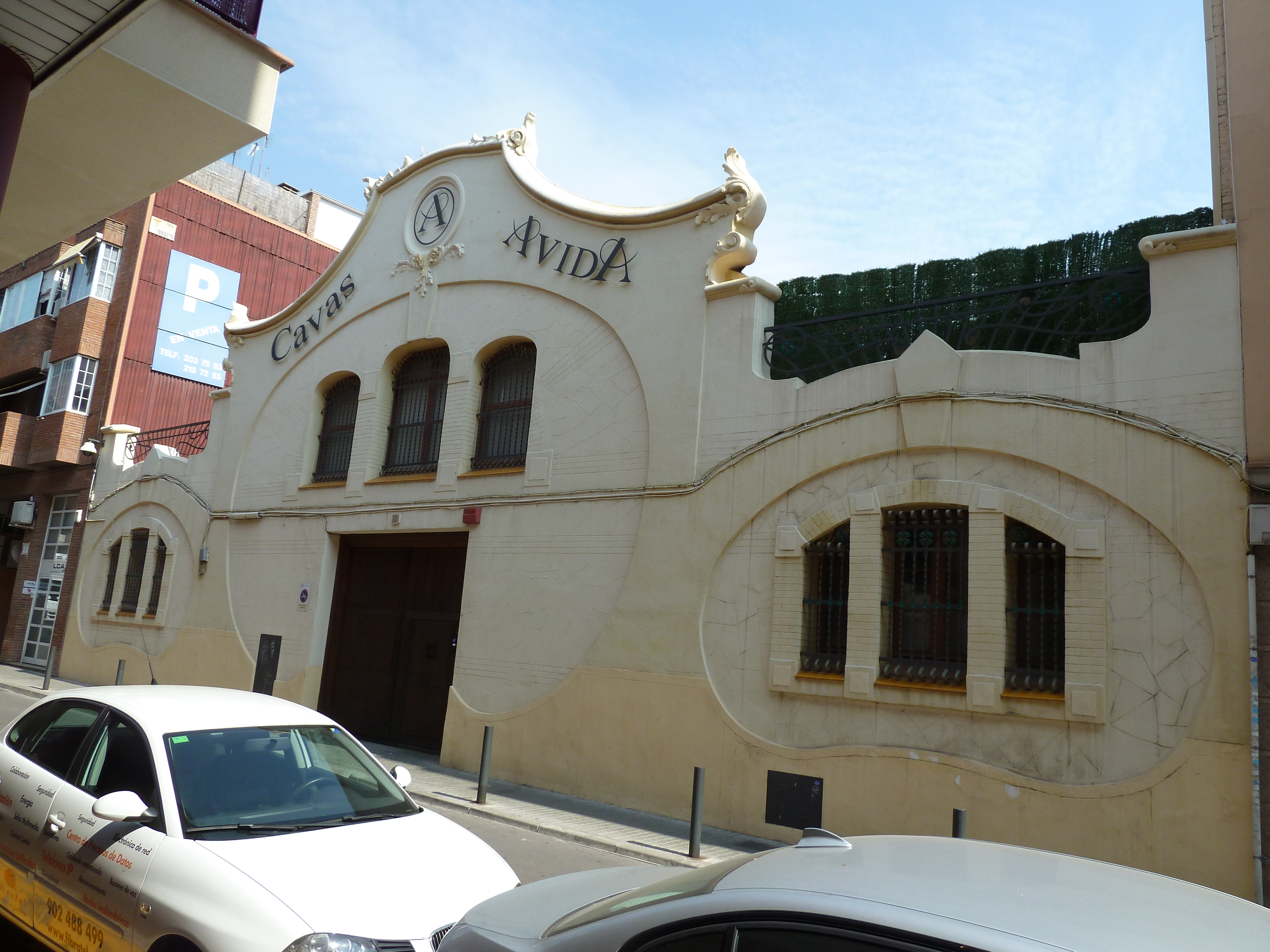
Antiguo almacén de aceites Regàs.
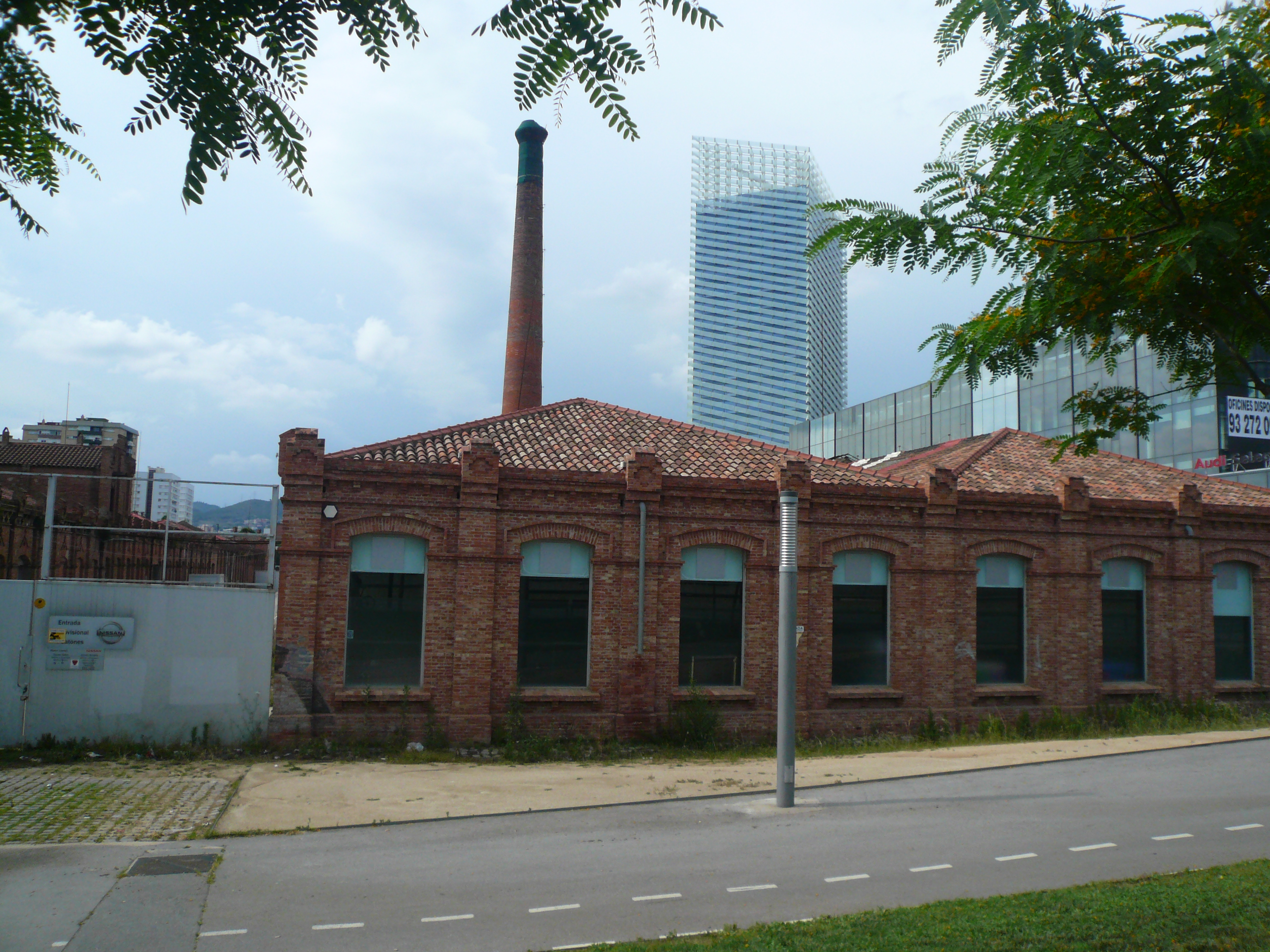
Fábrica Godó i Trias.